# EC Juventude
EC Juventude is een Braziliaanse voetbalclub uit Caxias do Sul in de provincie Rio Grande do Sul. Aartsvijand van de club is stadsrivaal Caxias.

## Geschiedenis

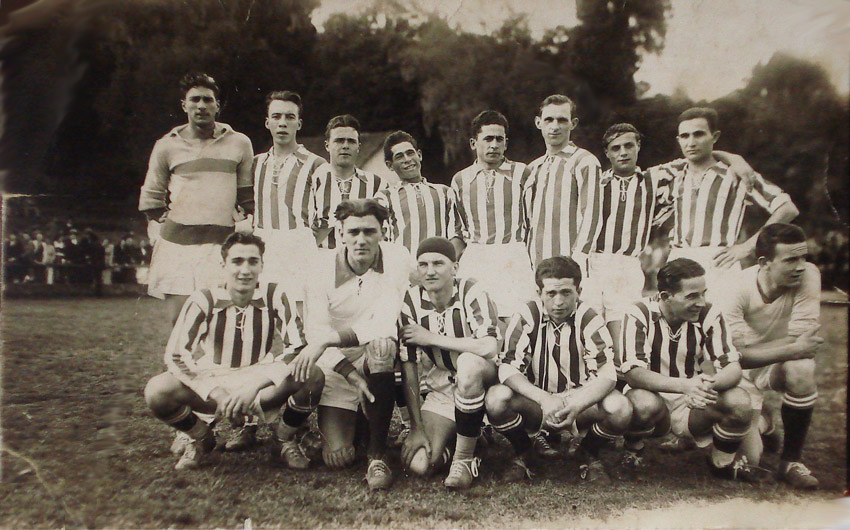
Esporte Clube Juventude, ca. 1935

De club speelde eerst in regionale kampioenschappen. Het Campeonato Gaúcho als eenvormige competitie werd pas in 1961 ingevoerd. In 1965 werd de club vicekampioen achter Grêmio. Na het seizoen 1971 fuseerde de club met stadsrivaal Caxias tot Associação Caxias de Futebol. Deze fusieclub eindigde twee keer vierde en twee keer derde, maar in 1976 werd de fusie ongedaan gemaakt en werden beide clubs weer zelfstandig. Van 1977 tot 1979 nam de club deel aan de nationale série A, toen elke staat nog een aantal deelnemers mocht sturen.
De jaren negentig waren een gouden tijdperk voor de club. In 1994 werd de club nogmaals vicekampioen en werd in de Série B zelfs kampioen. De club speelde de volgende dertien seizoenen in de Série A. In 1998 werd de club voor het eerst staatskampioen nadat ze Internacional in de finale hadden verslaan. Het was voor het eerst sinds 1939 dat een club van buiten Porto Alegre de staatstitel kon winnen. Het jaar erop volgde een nieuwe prijs nadat ze de Copa do Brasil wonnen. De club versloeg onder andere Fluminense, Corinthians, Internacional en Botafogo. Hierdoor kon de club ook internationaal voetbal spelen in de Copa Libertadores 2000, waar de club in de groepsfase uitgeschakeld werd. Normaal was de club in 1999 wel uit de Série A gedegradeerd, maar doordat er opschudding was bij andere clubs werd de competitie dat jaar hervormd in de Copa João Havelange waardoor de club toch op het hoogste niveau bleef. In 2002 en 2004 eindigde de club nog zevende en in 2005 mocht de club deelnemen aan de Copa Sudamericana, waar ze door Cruzeiro uitgeschakeld werden.
In 2007 volgde dan toch de degradatie uit de Série A. Drie jaar later degradeerde de club zelfs al uit de Série C. Nadat de club in 2013 vicekampioen werd promoveerden ze wel terug naar de Série C. In 2016 promoveerden ze ook weer naar de Série B. Na een negende plaats in 2017 degradeerde de club weer in 2018, maar kon wel onmiddellijk terugkeren. In 2020 promoveerde de club voor de tweede keer op rij en maakt zo na 13 jaar afwezigheid zijn rentree in de Série A. In 2022 degradeerde de club weer, maar kon na één seizoen terugkeren.

## Erelijst
Copa do Brasil
1999
Campeonato Gaúcho
1998
Campeonato Citadino de Caxias do Sul
1920, 1921, 1922, 1923,  1924, 1925, 1926, 1928, 1929, 1930, 1931, 1932, 1933, 1934, 1935, 1936, 1938, 1939, 1940, 1941, 1949, 1950, 1951, 1952

## Bekende(ex-)spelers
- Felipe Gedoz
- Fernando Menegazzo
- Thiago Silva